# Đại dịch

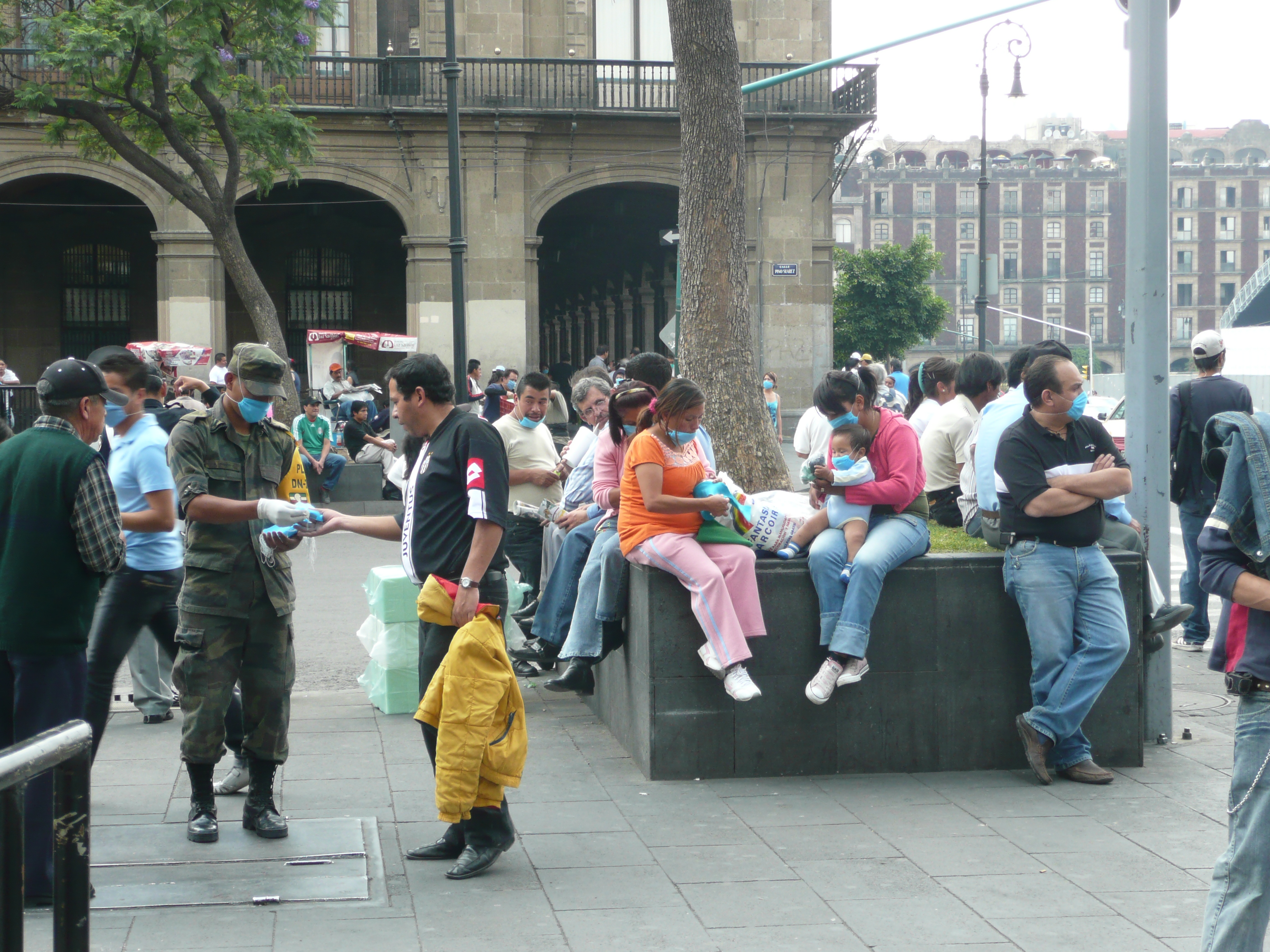
Lính Mexico phát khẩu trang cho dân trong Đại dịch cúm 2009

Đại dịch là bệnh dịch tễ do nhiễm khuẩn, lây lan nhanh, xảy ra đồng thời ở một vùng dân cư rộng lớn.
Trong lịch sử đã ghi nhận nhiều đại dịch. Cái chết Đen, hay dịch hạch đen xảy ra ở châu Âu thế kỷ 13 đã giết chết một phần ba dân số toàn châu Âu. Ở Hungary thế kỷ 16 cũng có dịch sốt phát ban do rận. Dịch cúm Tây Ban Nha năm 1918 làm chết ước tính khoảng hơn 50 - 100 triệu người. Châu Á năm 1957 có dịch cúm do virus cúm A. Đại dịch cúm khởi phát ở Hồng Kông năm 1968 cũng do virut cúm A. Đại dịch COVID-19 do virus SARS-CoV-2 gây ra ở nhiều quốc gia là đại dịch xuất hiện gần đây nhất.

## Định nghĩa và giai đoạn
Đại dịch có thể được định nghĩa "là dịch bệnh xuất hiện trên toàn cầu hoặc trên một khu vực rộng lớn xuyên qua biên giới quốc gia, và thường ảnh hưởng đến rất nhiều người."
WHO chia đại dịch thành 6 giai đoạn miêu tả quá trình một loại virus cúm mới nhiễm trùng vài người đầu tiên rồi phát triển thành dịch. Điều này bắt đầu chủ yếu là sự lây nhiễm ở động vật, với một vài ca động vật lây nhiễm qua người, sau đó đến giai đoạn virus bắt đầu phát tán trực tiếp giữa người sang người, và cuối cùng là dịch bệnh khi sự lây nhiễm phân bố trên toàn cầu.

## Các đại dịch hiện tại

### HIV và AIDS
HIV lây sang Hoa Kỳ và nhiều nơi khác của thế giới bắt đầu vào khoảng năm 1969. HIV, loại virus gây bệnh AIDS, hiện là một đại dịch, với tốc độ lây nhiễm khoảng 25% ở Nam và Đông châu Phi. Năm 2006, tỉ lệ nhiễm HIV trong số phụ nữ mang thai ở Nam Phi là 29,1%. Việc giáo dục hiệu quả về an toàn tình dục và cảnh báo lây truyền qua đường máu đã giúp làm giảm tốc độ lây nhiễm ở nhiều nước thuộc châu Phi với sự hỗ trợ của các chương trình quốc gia. Tốc độ lây nhiễm đang tăng trở lại ở châu Á và châu Mỹ. AIDS có thể giết chết 31 triệu dân ở Ấn Độ và 18 triệu theo các nghiên cứu của U.N. Số người chết do AIDS ở châu Phi có thể lên đến 90–100 triệu vào năm 2025.

### COVID-19 (2019-2022)
Đại dịch COVID-19 hay còn được gọi là đại dịch viêm phổi cấp do chủng mới của virus corona là một đại dịch truyền nhiễm gây ra bởi virus SARS-CoV-2 và các biến thể của nó đang ảnh hưởng đến 203/204 quốc gia và vùng lãnh thổ. Dịch bắt đầu bùng phát từ tháng 12 năm 2019 tại thành phố Vũ Hán thuộc tỉnh Hồ Bắc ở miền Trung Trung Quốc, khi một nhóm người bị viêm phổi không rõ nguyên nhân đã tiếp xúc chủ yếu với những người buôn bán làm việc tại chợ buôn bán hải sản Hoa Nam, nơi bán động vật sống và được cho là địa điểm bùng phát dịch bệnh đầu tiên, dù điều này vẫn đang còn nhiều tranh cãi.
Các nhà khoa học Trung Quốc sau đó đã phân lập được một loại coronavirus mới, được WHO lúc đó tạm thời gọi là 2019-nCoV, có trình tự gen giống ít nhất 79,5% với SARS-CoV trước đây. Sự lây nhiễm từ người sang người đã được xác nhận cùng với tỉ lệ bùng phát dịch tăng nhanh từ giữa tháng 1 năm 2020. Tính đến ngày 19 tháng 7 năm 2021, số người nhiễm đã cán mốc hơn 190 triệu với hơn 4 triệu người tử vong Tới ngày 13/11/2023, số người nhiễm đã gần đạt 700 triệu ca với khoảng 7 triệu người tử vong

## Đại dịch và dịch bệnh nổi tiếng trong lịch sử

### Dịch tả
Từ một bệnh có quy mô địa phương, bệnh tả đã trở thành một bệnh lây truyền và gây chết người nhiều nhất trong thế kỷ 19, dịch bệnh đã giết chết 10 triệu người.
- Dịch tả lần thứ nhất (1816–1826). Trước đó chỉ phân bố trong khu vực tiểu lục địa Ấn Độ, bắt đầu ở Bengal, sau đó lan khắp Ấn Độ năm 1820. 10.000 binh lính Anh và không biết bao nhiêu người Ấn Độ đã chết trong suốt đại dịch này.[8] Nó bắt đầu lan sang Trung Quốc, Indonesia (nơi có hơn 100.000 người chết trên đảo Java) và vùng biển Caspi trước khi tàn lụi. Số ca tử vong ở Ấn Độ giữa năm 1817 và 1860 ước tính hơn 15 triệu người, và khoảng 23 triệu người chết trong khoảng 1865 và 1917. Số ca tử vong ở Nga trong cùng thời kỳ trên là hơn 2 triệu.[9]
- Dịch tả lần 2 (1829–1851). Xảy ra ở Nga (xem Cholera Riots), Hungary (khoảng 100.000 người chết) và Đức năm 1831, Luân Đôn năm 1832 (hơn 55.000 người chết ở Vương quốc Anh),[10] Pháp, Canada (Ontario), và Hoa Kỳ (New York) trong cùng năm,[11] và bờ Thái Bình Dương của Bắc Mỹ vào năm 1834. Hai năm sau khi dịch bùng phát ở Anh và Wales năm 1848 và đã có 52.000 chết.[12] Có nguồn cho rằng có hơn 150.000 người Mỹ đã chết do bệnh tả trong khoảng 1832 và 1849.[13]
- Dịch tả lần thứ 3 (1852–1860). Chủ yếu ảnh hưởng ở Nga, với hơn 1 triệu ca tử vong. Năm 1852, bệnh tả lan sang phía đông đến Indonesia và sau đó xâm nhập vào Trung Quốc và Nhật Bản năm 1854. Philippines bị nhiễm năm 1858 và Triều Tiên năm 1859. Vào năm 1859, dịch đã bùnh phát trở lại ở Bengal làm lây lan sang Iran, Iraq, Ả Rập và Nga.[14] Trên khắp đất nước Tây Ban Nha, bệnh tả gây ra hơn 236.000 ca tử vong trong năm 1854–55.[15] Có khoảng 200.000 người chết ở México.[16]

- Dịch tả lần thứ 4 (1863–1875). Lây lan chủ yếu ở châu Âu và châu Phi. Có ít nhất 30.000 trong số 90.000 Mecca khách hành hương là nạn nhân của dịch bệnh. Dịch đã cướp đi 90.000 mạng sống ở Nga năm 1866.[17] Năm 1866, dịch bùng phát ở Bắc Mỹ, giết khoảng 50.000 người.[13]
- Dịch tả lần thứ 5 (1881–1896). Dịch tả 1883–1887 đã cướp đi 250.000 người ở châu Âu và ít nhất 50.000 ở châu Mỹ. Bệnh tả đã giết 267.890 người ở Nga (1892);[18] 120.000 ở Tây Ban Nha;[19] 90.000 ở Nhật và 60.000 ở Ba Tư. Năm 1892, bệnh tả đã nhiễm vào nguồn nước cấp ở Hamburg, và làm 8606 người chết.[20]
- Dịch tả lần thứ 6 (1899–1923). Đại dịch này ảnh hưởng ít ở châu Âu do những cải tiến trong chăm sóc sức khỏe cộng đồng, nhưng ở Nga vẫn bị ảnh hưởng nặng với hơn 500.000 người chết trong 1/4 đầu của thế kỷ 20.[21] Đại dịch này đã giết hơn 800.000 người ở Ấn Độ. Giai đoạn 1902–1904 bệnh tả đã cướp đi hơn 200.000 người ở Philippines.[22] Có 27 lần dịch bệnh đã được ghi nhận là trong các thời kỳ hành hương đến Mecca từ thế kỷ 19 đến năm 1930, và có hơn 20.000 người hành hương chết vì bệnh tả trong khoảng 1907–08 hajj.[23]
- Dịch tả lần thứ 7 (1962–66). Bắt đầu ở Indonesia, gọi là El Tor, và sau đó đến Bangladesh năm 1963, Ấn Độ năm 1964, và Liên Xô năm 1966.

### Dịch cúm

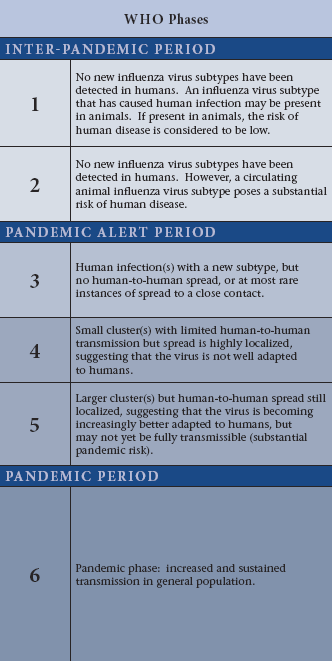
Cảnh báo của WHO về các giai đoạn của đại dịch cúm

- Nhà vật lý Hy Lạp Hippocrates, "Cha đẻ của Y học", đã miêu tả cúm năm 412 TCN.[24]
- Đại dịch cúm lần đầu tiên được ghi nhận năm 1580 và kể từ đó các đại dịch cúm diễn ra cứ mỗi 10 đến 30 năm.[25][26][27]
- Đại dịch cúm 1889–1890, hay còn gọi là Cúm Nga, được báo cáo đầu tiên vào tháng 5 năm 1889 ở Bukhara, Uzbekistan. Vào tháng 10, nó lan đến Tomsk và Kavkaz. Nó nhanh chóng lan về phía tây và đến Bắc Mỹ vào tháng 12 năm 1889, Nam Mỹ vào tháng 2-3 năm 1890, Ấn Độ vào tháng 2-3 năm 1890, và Úc vào tháng 3-4 năm 1890. Các chủng virus H3N8 và H2N2 của virus cúm A đã được xác nhận có thể là nguyên nhân gây dịch bệnh. Nó có mức độ tấn công và tỉ lệ tử vong rất cao. Khoảng 1 triệu người chết do đại dịch này."[28]
- Cúm Tây Ban Nha (1918–1919). Được xác định đầu tiên vào tháng 3 năm 1918 trong một trại huấn huyện lính của Hoa Kỳ tại Camp Funston, Kansas. Vào tháng 10 năm 1918, nó bắt đầu lây lan thành một đại dịch toàn cầu trên khắp các lục địa, và cuối cùng lây nhiễm 1/3 dân số thế giới vào thời điểm đó (khoảng 500 triệu người).[29] Một dịch bệnh chết người, nó kết thúc nhanh như nó bắt đầu, quét qua chỉ trong vòng 18 tháng. Trong 6 tháng đã có khoảng 50 triệu người chết;[29] một số cách ước tính cho con số tử vong toàn cầu cao gấp 2 lần con số trên.[30] Khoảng 17 triệu người chết ở Ấn Độ, 675.000 ở Hoa Kỳ[31] và 200.000 người ở Vương quốc Anh. Virus gần đây đã được các nhà khoa học tái hiện lại tại CDC nghiên cứu dựa trên những mẫu được bảo quản trong các lớp băng vĩnh cửu ở Alaska. Virus H1N1 có cấu trúc nhỏ, nhưng cấu trúc quan trọng như cúm Tây Ban Nha.[32]
- Cúm châu Á (1957–58). Virus H2N2 đã làm khoảng 70.000 người chết ở Hoa Kỳ. Chúng được phát hiện đầu tiên ở Trung Quốc vào cuối tháng 2 năm 1957, Cúm châu Á lây sang Hoa Kỳ vào tháng 6 năm 1957. Nó làm khoảng 2 triệu người chết trên toàn cầu.[33]
- Cúm Hồng Kông (1968–69). Virus H3N2 làm chết khoảng 34.000 người ở Hoa Kỳ. Loại virus này được phát hiện đầu tiên ở Hồng Kông vào đầu năm 1968, và lây lan sang Hoa Kỳ vào một năm sau đó. Đại dịch này đã giết chết khoảng 1 triệu người trên toàn cầu.[34] Hiện tại, các virus cúm A (H3N2) vẫn còn tồn tại.
- Cúm H1N1 (2009). Người ta ước tính rằng 11–21% dân số toàn cầu lúc bấy giờ (khoảng 6,8 tỷ), tương đương 700–1400  triệu người mắc bệnh - nhiều hơn về mặt tuyệt đối so với đại dịch cúm Tây Ban Nha.[35] Tuy nhiên, với khoảng 150.000–575.000  trường hợp tử vong, nó có tỷ lệ tử vong thấp hơn nhiều.[36]
- Dịch bệnh Ebola tại châu Phi năm 2014 làm chết hơn 10 ngàn người.
- Cúm do virus Covid-19: đang diễn ra, đã có hơn 5,2 triệu người chết

### Dịch sốt phát ban
Dịch sốt phát ban diễn ra vào Thập tự chinh, ảnh hưởng đầu tiên của nó ở châu Âu năm 1489 tại Tây Ban Nha. Trong thời gian chiến tranh giữa Thiên chúa giáo và Hồi giáo ở Granada, số lính Tây Ban Nha bị thiệt mạng do chiến tranh là 3.000, và 20.000 do sốt rét. Năm 1528, Pháp mất 18.000 lính ở Ý, và bị mất ưu thế ở Ý so với Tây Ban Nha. Năm 1542, 30.000 lính chết vì sốt phát ban trong khi chiến đấu với Ottoman ở vùng Balkan.
Trong suốt cuộc chiến 30 năm (1618–1648), khoảng 8 triệu người Đức bị chết do dịch hạch và phát ban. Dịch bệnh cũng đóng vai trò quan trọng trong việc phá hủy quân đội Grande Armée của Napoleon ở Nga năm 1812. Felix Markham thống kê rằng 450.000 lính băng qua sông Neman ngày 25 tháng 6 năm 1812, trong số đó chỉ hơn 40.000 đã quay về. Vào đầu năm 1813 Napoleon tăng quân số mới lên 500.000 để thay thế quân số bị mất ở Nga. Trong một chiến dịch của năm đó, hơn 219.000 lính của Napoleon chết do phát ban. Sốt phát ban cũng là yếu tố chính đối với Nạn đói lớn (Ireland). Trong chiến tranh thế giới thứ 2, các dịch phát ban đã giết chết hơn 150.000 người ở Serbia. Có khoảng 25 triệu người bị nhiễm và 3 triệu người chết trong dịch sốt phát ban ở Nga từ 1918 đến 1922. Sốt phát ban cũng giết nhiều tù nhân ở trại tập trung Nazi và các trại tù nhân chiến tranh Liên Xô trong suốt thế chiến thứ 2. Hơn 3,5 triệu tù binh Liên Xô đã chết trong các tại giam của Đức Quốc xã trong số 5,7 triệu tù binh.

### Đậu mùa
Đậu mùa là căn bệnh rất dễ lây lan do virus Variola. Bệnh này đã giết khoảng 400.000 người châu Âu mỗi năm trong suốt những năm cuối thế kỷ 18. Trong suốt thế kỷ 20, số người chết do đậu mùa ước tính có thể là 300–500 triệu. Gần đây hơn vào đầu thập niên 1950, có khoảng 50 triệu ca đậu mùa xảy ra trên toàn thế giới mỗi năm. Sau các chiến dịch tiêm vắc-xin thành công trong suốt thế kỷ 19 và 20, WHO chứng nhận đã xoá sổ đậu mùa vào tháng 12 năm 1979. Cho đến ngày nay, đậu mùa là bệnh duy nhất lây nhiễm người đã bị loại bỏ hoàn toàn.

### Sởi
Về lịch sử, sởi có mặt trên khắp thế giới, vì nó rất dễ lây nhiễm. Theo chương trình Tiêm chủng Quốc gia Hoa Kỳ, 90% người dân bị nhiễm sởi vào tuổi 15. Trước khi vắc-xin được đưa ra năm 1963, có khoảng 3–4 triệu ca nhiễm ở Hoa Kỳ mỗi năm. Trong khoảng 150 năm qua, sởi đã giết khoảng 200 triệu người trên toàn cầu. Chỉ riêng năm 2000, sởi đã giết khoảng 777.000 người trên toàn cầu, trong tổng số khoảng 40 triệu ca nhiễm.
Năm 1529, sởi bùng phát ở Cuba đã giết 2/3 trong số người bản địa đã từng mắc bệnh đậu mùa. Dịch đã tàn phá México, Trung Mỹ, và văn minh Inca.

### Lao
Một phần ba dân số hiện tại của thế giới bị nhiễm Mycobacterium tuberculosis, và các ca nhiễm mới hiện với tốc độ 1 ca/giây. Khoảng 5–10% các ca nhiễm tiềm ẩn cuối cùng sẽ phản triển thành bệnh hoạt động, trong đó nếu không được điều trị sẽ giết hơn phân nửa số nạn nhân. Hàng năm, 8 triệu người phát bệnh lao, và 2 triệu người chết do bệnh này trên toàn cầu. Trong thế kỷ 19, lao đã giết khoảng 1/4 người trưởng thành ở châu Âu; vào năm 1918 một trong 6 ca tử vong ở Pháp là do bệnh lao. Vào cuối thế kỷ 19, 70 đến 90% trong số cư dân đô thị ở châu Âu và Bắc Mỹ bị nhiễm M. tuberculosis, và khoảng 40% ca tử vong trong tầng lớp lao động ở các thành phố là do virus lao. Trong thế kỷ 20, bệnh lao đã giết chết khoảng 100 triệu người. Lao vẫn là một trong những vấn đề sức khỏe quan trọng nhất trong thế giới đang phát triển.

### Bệnh phong
Bệnh phong do vi trùng, Mycobacterium leprae gây ra. Đây là loại bệnh mãn tính với thời gian ủ bệnh lên đến 5 năm. Từ năm 1985, 15 triệu người trên thế giới đã được chữa khỏi bệnh phong. Năm 2002, 763.917 các ca mới được phát hiện. Ước tính có khoảng 1 đến 2 triệu người bị tàn tật vĩnh viễn do bệnh phong.
Theo các tài liệu, phong đã ảnh hưởng đến con người từ ít nhất năm 600 TCN, và đã được công nhận trong các nền văn minh của Trung Quốc, Ai Cập và Ấn Độ cổ đại. Trong suốt thời kỳ Thượng Trung cổ, Tây Âu chứng kiến sự bùng nổ chưa từng thấy của bệnh phong. Nhiều leprosaria, hay bệnh viện phong mọc lên ở thời Trung Cổ; Matthew Paris ước tính trong đầu thế kỷ 13 có khoảng 19.000 bệnh viện ở khắp châu Âu.

### Sốt rét
Sốt rét phân bố rộng khắp các khu vực nhiệt đới và cận nhiệt đới, bao gồm các phân của châu Mỹ, châu Á, và châu Phi. Mỗi năm có khoảng 350–500 triệu ca sốt rét. Kháng thuốc đặt ra một vấn đề ngày càng tăng trong việc điều trị sốt rét trong thế kỷ 21, vì kháng thuốc hiện phổ biến cho tất cả các nhóm thuốc chống sốt rét, trừ artemisinins.
Sốt rét từng phổ biến ở châu Âu và Bắc Mỹ, nơi mà ngày nay nó không còn tồn tại. Sốt rét có thể đã góp phần làm suy yếu đế quốc La Mã. Dịch bệnh trở nên nổi tiếng với tên gọi "sốt La Mã". Plasmodium falciparum trở thành mối đe dọa thực sự đối với người dân thuộc địa và người bản địa khi nó được du nhập vào châu Mỹ cùng với việc buôn bán nô lệ. Sốt rét đã tàn phá thuộc địa Jamestown và tàn phát miền Nam và Trung đông. Đến năm 1830 nó đến tây bắc Thái Bình Dương. Trong nội chiến Hoa Kỳ, có hơn 1,2 triệu ca sốt rét trong số lính của hai phía. Phía nam Hoa Kỳ tiếp tục bị ảnh hưởng với hàng triệu ca sốt rét trong thập niên 1930.

### Sốt vàng da
Sốt vàng da là nguồn gốc của nhiều dịch bệnh tàn phá. Các thành phố xa về phía bắc của New York, Philadelphia, và Boston đã từng bị dịch bệnh này tấn công. Năm 1793, một trong những dịch bệnh sốt vàng da lớn nhất trong lịch sử Hoa Kỳ đã giết chết 5.000 người dân Philadelphia—chiếm gần 10% dân số thành phố này. Khoảng phân nửa công dân đã rời bỏ thành phố, bao gồm cả George Washington. Khoảng 300.000 người được tin là đã chết do sốt vàng da ở Tây Ban Nha trong suốt thế kỷ 19. Trong thời kỳ thuộc địa, Châu Phi trở nên nổi tiếng vì "các nấm mộ của người da trắng" do sốt rét và sốt vàng da.

### Dịch hạch
Đại dịch Antonine từ năm 165 đến 180, còn được gọi là Đại dịch Galen (tên của bác sĩ Hy Lạp sống ở Đế quốc La Mã đã mô tả bệnh dịch này), là một đại dịch cổ đại đã được đưa tới Đế quốc La Mã bởi lực lượng quân đội trở về từ các chiến dịch tại vùng Cận Đông. Các học giả đã nghi ngờ nó là bệnh đậu mùa hoặc bệnh sởi, dịch hạch nhưng nguyên nhân thực sự vẫn chưa được xác định. Tổng số ca tử vong được ước tính là 5 triệu, và căn bệnh này đã giết chết một phần ba dân số ở một số vùng và tàn phá quân đội La Mã.
Cái Chết Đen là tên gọi của một đại dịch xảy ra ở châu Á và châu Âu trong thế kỷ XIV, mà đỉnh điểm là ở châu Âu từ năm 1346 đến năm 1351, với số lượng người chết ở châu Âu và châu Á từ 75-200 triệu người.

## Các đại dịch đang và có thể xảy ra trong tương lai

### Sốt xuất huyết
Bệnh sốt xuất huyết gây ra bởi một số họ virus sau: Arenavirus, Filoviridae, Bunyaviridae và Flavivirus. Một số loài virus có thể gây bệnh nhẹ như sốt Nephropathia Scandinavia, trong khi đó một số loài khác có thể gây bệnh tương đối nặng, thậm chí có thể gây tử vong, chẳng hạn như sốt Lassa, virus Marburg, virus Ebola, sốt xuất huyết Bolivia, Hantavirus (sốt xuất huyết Triều Tiên), sốt xuất huyết Crimea-Congo, và sốt xuất huyết Dengue. Đây là bệnh sốt cao có xuất huyết, có thể quy vào các chứng ôn dịch, thời độc, thử táo dịch hoặc thấp nhiệt. Sốt xuất huyết được truyền qua muỗi, đặc biệt là muỗi vằn.

### SARS (2002 - 2004)
SARS hay Hội chứng hô hấp cấp tính nặng là một chứng bệnh hô hấp ở con người gây ra bởi virus. Giữa tháng 11 năm 2002 đến tháng 7 năm 2003, bùng phát dịch SARS ở Hồng Kông gần như trở thành một đại dịch, với  8.096 trường hợp và 774 trường hợp tử vong trên toàn thế giới  (10,9% tử vong) theo Tổ chức Y tế Thế giới. Trong vòng vài tuần, SARS lây lan từ Hồng Kông sang lây nhiễm các cá nhân khác tại 37 quốc gia vào đầu năm 2003.
SARS không được tuyên bố đã được loại trừ (không giống như bệnh đậu mùa), vì nó vẫn có thể có mặt ở các hồ chứa vật chủ tự nhiên của nó (quần thể động vật) và có khả năng có thể trở lại trong tương lai. Trường hợp tử vong của SARS là ít hơn 1% người ở độ tuổi 24 hoặc trẻ hơn, 6% đối với những người 25 đến 44, 15% đối với những người 45 đến 64, và hơn 50% đối với những người trên 65 tuổi.

### COVID-19
Đại dịch Covid-19 (còn được gọi là viêm phổi Vũ Hán, cúm Vũ Hán, viêm phổi Trung Quốc,...) là một đại dịch truyền nhiễm gây ra bởi virus SARS-CoV-2 đang ảnh hưởng đến 212 quốc gia và vùng lãnh thổ. Dịch bắt đầu bùng phát từ tháng 12 năm 2019 tại thành phố Vũ Hán thuộc tỉnh Hồ Bắc ở miền Trung Trung Quốc, khi một nhóm người bị viêm phổi không rõ nguyên nhân đã tiếp xúc chủ yếu với những người buôn bán làm việc tại Chợ bán buôn hải sản Hoa Nam, nơi bán động vật sống và được cho là địa điểm bùng phát dịch bệnh đầu tiên – điều này vẫn đang còn nhiều tranh cãi. Các nhà khoa học Trung Quốc sau đó đã phân lập được một loại coronavirus mới, được WHO lúc đó tạm thời gọi là 2019-nCoV, có trình tự gen giống ít nhất 79,5% với SARS-CoV trước đây. Sự lây nhiễm từ người sang người đã được xác nhận cùng với tỉ lệ bùng phát dịch tăng nhanh vào giữa tháng 1 năm 2020.
Tính đến ngày 23 tháng 4 năm 2022, đã có hơn 508,000,000 người nhiễm,hơn 6,21 triệu người tử vong trên thế giới và số ca tử vong được ghi nhận nhiều nhất là ở Hoa Kỳ (Hơn (990 nghìn ca) và số ca nhiễm được ghi nhận nhiều nhất là ở Hoa Kỳ (Hơn 80,8 triệu ca).